# Friedrich Jung (Jurist)
Friedrich Walter Jung (* 3. Dezember 1890 in Harpstedt; † 17. Dezember 1978 in Celle) war ein deutscher Jurist. In der Zeit des Nationalsozialismus war er Generalstaatsanwalt am Kammergericht und Oberlandesgerichtspräsident in Breslau.

## Leben
Als evangelischer Pfarrersohn besuchte Jung das Alte Gymnasium in Bremen. Nach dem Abitur diente er als Einjährig-Freiwilliger im Hannoverschen Jäger-Bataillon Nr. 10. Als Vizefeldwebel entlassen, studierte er an der Georg-August-Universität Göttingen Rechtswissenschaft. Mit Ernst von Windheim wurde er im Wintersemester 1910/11 im Corps Bremensia aktiv. Schon sein Großvater Wilhelm Jung (1818/20) und dessen Bruder Friedrich Jung (1822) waren Bremenser gewesen. Auch aus müttlerlicher Verwandtschaft war Jung dem Corps verbunden, nämlich über Karl Albrecht (1817/20) und George Albrecht (1835/37). Sie alle stammten aus Ostfriesland und der Grafschaft Hoya. Friedrichs älterer Bruder Wilhelm war seit 1907 Bremenser. Am 20. Mai 1911 recipiert, wurde Friedrich Jung Fuchsmajor und im Wintersemester 1911/12 Consenior. Das war er außerplanmäßig auch, als das Corps im Sommersemester 1912 das 100. Stiftungsfest feierte. Jung war Vorreiter des legendären Festzuges durch Göttingen. Nach dem Referendarexamen und der Promotion zum Dr. jur. heiratete er Viva Heiliger, eine Enkeltochter des Bremensers Carl Heiliger. Sie schenkte ihm vier Kinder, von denen die Söhne Ernst Friedrich Jung, der später Botschafter wurde, und Friedrich Jung der Jüngere ebenfalls Bremenser wurden. 
Noch 1921 wurde Jung Gerichtsassessor. Er war Amtsrichter in Hagen im Bremischen (1926) und Landrichter, ab Oktober 1933 Landgerichtsdirektor am Landgericht Hildesheim. Im November 1933 kam er als Generalstaatsanwalt an das Kammergericht. Er war der NSDAP bereits zum 1. Dezember 1931 beigetreten (Mitgliedsnummer 809.785) und der SA 1933, beim NS-Rechtswahrerbund fungierte er als Gauführer. Am 8. Juni 1937 nahm er teil an der Ministerialkonferenz, die die Nichtverfolgung von „verschärften Verhören“ – Folter – durch die Geheime Staatspolizei beschloss. Jung nahm an der Tagung der höchsten Juristen des Deutschen Reiches am 23. und 24. April 1941 in Berlin teil, bei der Viktor Brack und Werner Heyde über die „Vernichtung lebensunwerten Lebens“ in den Gaskammern der Aktion T4 informierten. In diesem Rahmen erhielt er auch Kenntnis über die „Scheinlegalisierung des Krankenmords“ durch Franz Schlegelberger. Am Kammergericht war er bis zur Einberufung zum Heer der Wehrmacht. Anfang Januar 1943 wurde er letzter Präsident des Oberlandesgerichts Breslau. Als Regimentskommandeur im Volkssturm geriet er in der Schlacht um Breslau in sowjetische Kriegsgefangenschaft. In Abwesenheit Jungs wurde in Celle ein Spruchkammerverfahren gegen ihn durchgeführt, das von seinem Sohn als Rechtsvertreter betreut wurde. Im September 1949 wurde Jung durch den örtlichen Entnazifizierungs-Hauptausschuss als „Mitläufer“ eingruppiert. Am 15. Oktober 1955 konnte er im Zuge der „Heimkehr der Zehntausend“ zu seiner Familie im Celler Stechinellihaus zurückkehren. Er war beratend für den Großhandelsbund Hannover tätig. Im Ruhestand erhielt er als Oberlandesgerichtspräsident a. D. eine Pension durch das Land Niedersachsen.
In den 1960er Jahren wurde gegen ehemalige Oberlandesgerichtspräsidenten und Generalstaatsanwälte wegen Beihilfe zum Mord an Kranken und Behinderten während der NS-Zeit ermittelt, da die Juristen während der Tagung der höchsten Juristen im April 1941 zur Deckung dieser Taten aufgefordert worden waren. Jung gab 1967 im Rahmen der Voruntersuchung gegen ihn an, dass es unter den Teilnehmern der Tagung keine Diskussion über die Vorgänge gegeben habe. Vielmehr habe ein „eisiges Schweigen“ vorgeherrscht, das einer „Ablehnung“ gleichgekommen sei. Er selbst sei aus Glaubens- und Rechtsgründen ein Euthanasiegegner gewesen und habe auch bei Schlegelberger dagegen interveniert. Schlegelberger selbst konnte sich einen Protest seitens Jung jedoch nicht erinnern. Auch gab Jung an Widerstand gegen das NS-Regime geleistet zu haben. In einem Schreiben von Jung an den Justizminister Otto Thierack nach dem Attentat vom 20. Juli 1944 begrüßte er jedoch unter anderem das „schnelle Einschreiten gegen die Verräter“. Diesen Lagebericht rechtfertigte er in der Vernehmung mit  „Gründen der Tarnung“. Im Mai 1970 wurden die Beschuldigten durch das Landgericht Limburg außer Verfolgung gesetzt: „Eine Beihilfe zum Mord im Sinne eines hinreichenden Tatverdachts könne ihnen nicht nachgewiesen werden“. Nachdem der Jurist Helmut Kramer einen Artikel zu dem Prozess veröffentlicht hatte, wurde ihm von Jungs Sohn Ernst Friedrich Wahrheitsfälschung  unterstellt. Kramer zeigte Jungs Sohn daraufhin wegen Beleidigung, Verleumdung und falscher Verdächtigung an. Nach mehrjährigem Prozess wurde Ernst Friedrich Jung 1990 schließlich freigesprochen und das Verfahren wegen Geringfügigkeit eingestellt. In der Presse wurde jedoch über das Verfahren berichtet, was der Beklagte nicht beabsichtigt hatte.
Beigesetzt wurde Friedrich Jung auf dem Harpstedter Friedhof neben seiner Frau Viva Jung, geborene Heiliger († 1968), und seinem ältesten Sohn Jan, der noch im April 1945 gefallen war. Generaloberst a. D. Hermann Balck hielt eine Grabrede.